# 侯官県
侯官県（こうかん-けん）は、漢代から中華民国初期にかけて存在した県。現在の福建省福州市中心部および閩侯県の一部に相当する。

## 歴史
漢代に冶県が設置されたのが、侯官県の前身である。196年（建安元年）、後漢により冶県の西部が分離されて、侯官県が新設された。282年（太康3年）、西晋により侯官県の東部が分離されて、原豊県が置かれた。南北朝時代になると、梁の天監年間（502年-519年）に原豊県と侯官県が統合され、東部侯官と称された。隋代になると、589年（開皇9年）に再び原豊県と改称。592年（開皇12年）には閩県と改称された。
唐代になると、623年（武徳6年）に閩県を分割して、侯官県が設置された。2年後に再び侯官県は閩県に編入された。702年（長安2年）、侯官県が再び設置された。808年（元和3年）、侯官県は閩県に再び編入された。810年（元和5年）、侯官県が再び設置された。五代十国時代になると、933年（長興4年）に閩により侯官県は閩興県と改称された。935年（清泰2年）、再び侯官県の名称に戻された。1580年（万暦8年）、明により懐安県（閩県より分割）が侯官県に統合された。以降の侯官県の領域は清末まで沿襲された。
1912年（民国元年）、中華民国が成立すると、閩県および侯官県が合併し、閩侯府が成立した。まもなく実施された府制廃止に伴い、閩侯府は侯官県と改称された。同年、閩県と侯官県が統合され、それぞれの文字を取った閩侯県が成立した。
| 前の行政区画 冶県 | 福建省の歴史的地名 196年 - 1912年 | 次の行政区画 閩侯県 |